# Reactor de agua pesada a presión

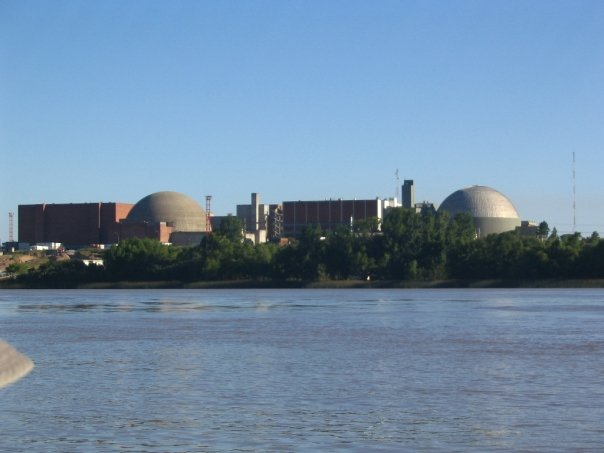
Central nuclear de Atucha, vista desde el río Paraná (Buenos Aires, Argentina)

Un reactor de agua pesada presurizada o PHWR (del inglés,Pressurized heavy water reactor) es un tipo de reactor nuclear que usa agua pesada (óxido de deuterio, D2O) a alta presión como moderador de neutrones y como refrigerante. Como combustible utilizan uranio natural. El agua pesada se mantiene bajo presión, lo que permite aumentar su temperatura sin llegar a la ebullición, y así poder transportar más calor desde el corazón del reactor hasta la turbina, como en los reactores de agua a presión (PWR) y de manera opuesta a los reactores de agua en ebullición (BWR).
El agua es excelente moderador, reduciendo la energía cinética de los neutrones, por la parecida masa de sus átomos de hidrógeno y los neutrones, lo que permite que aumente la probabilidad de que los neutrones causen fisión nuclear en el U235. Pero el agua también tiene afinidad a absorber los neutrones, lo que deja un número insuficiente de los mismos para reaccionar con las pequeñas cantidades de U235 presentes en el uranio natural (sobre un 0,72% del peso) . Es por ello que los reactores de agua ligera requieren uranio enriquecido. El agua pesada, óxido de deuterio, tiene unas propiedades como moderador similares al agua, aunque algo menores porque la masa del deuterio es alrededor del doble de la del hidrógeno. Sin embargo el agua pesada no absorbe los neutrones tan fácilmente ya que el deuterio ya dispone del neutrón extra que normalmente el agua tendería a absorber. Esto permite que el U235 presente en el uranio natural sea suficiente para mantener la criticidad. Aunque el agua pesada es relativamente cara (del orden de cientos de dólares por kilogramo), el reactor puede funcionar sin la necesidad de un costoso equipo de enriquecimiento de uranio, lo que equilibra los costos.
Los primeros se construyeron en Canadá a años 50 y 60, y eran llamados reactores CANDU, de Canada Deuterium Uranium. Más tarde se construyeron también en la Argentina, y en la India, mediante ingeniería inversa a partir del modelo CANDU. Suelen estar diseñadas para un tiempo de vida de entre cuarenta a sesenta años. En 1997 había 28 reactores PHWR el mundo, con una potencia total de más de 15.000 MWe.